# WYD (canção)
"#WYD" (Coreano: 오늘 모해) é uma canção do grupo masculino sul-coreano iKON. O single foi lançado pela YG Entertainment em 30 de maio de 2016. A música é o primeiro lançamento do grupo desde o seu álbum de estréia em 2015.

## Preparações
Em maio, os membros do grupo lançaram uma série de imagens teaser de conversa on-line e selfies, bem como uma mensagem para as "namoradas virtuais", para anunciar o retorno da iKON. Em 25 de maio, a YG Entertainment lançou um teaser que diz "Who's Next?", No dia seguinte a data do lançamento foi anunciada para 30 de maio, em 27 de maio foi revelado que o iKON lançaria um novo single intitulado "#WYD" (abreviação de "What You Doing"). A música foi escrita por Kush, B.I e Bobby; composta por Choice37 e Kush; e o arranjo foi feito por Choice37.

## Desempenho comercial
A música estreou em 3º lugar na Gaon Chart, vendendo 167.705 cópias e tendo 3,2 milhões de streams em cinco dias. Em maio, e com dois dias, a música estava na 85ª posição no Single Chart, e em 53º no Download Chart com 116.862 downloads, e se tornou o 9º videoclipe mais visto de K-Pop em todo o mundo. No mês seguinte, a música ficou na 23ª posição e vendeu 165.458 com 7,7 milhões de streams. Em setembro de 2016, a música ja tinha vendido 366.838 na Coreia do Sul.
Na China, a música ficou em 76º lugar na QQ Music, nos Estados Unidos, alcançou o sexto lugar no ranking mundial da Billboard World Music Songs, e se tornou a quinta 
música do grupo a ficar no top 10 de melhores músicas da parada.

## Paradas musicais
| Parada                                   | Posição |
| ---------------------------------------- | ------- |
| China (QQ Music Weekly Single Chart)     | 76      |
| Coreia do Sul (Gaon Weekly Single Chart) | 3       |
| US World Digital Songs (Billboard)       | 6       |

## Vendas
| Parada                           | Vendas  |
| -------------------------------- | ------- |
| South Korean Gaon Download Chart | 366,838 |

## Histórico de lançamento
| País         | Data de lançamento | Formato                     | Gravadora        | Ref.  |
| ------------ | ------------------ | --------------------------- | ---------------- | ----- |
| Mundialmente | 30 de maio de 2016 | Download digital, streaming | YG Entertainment | [ 1 ] |